# Vulcania300

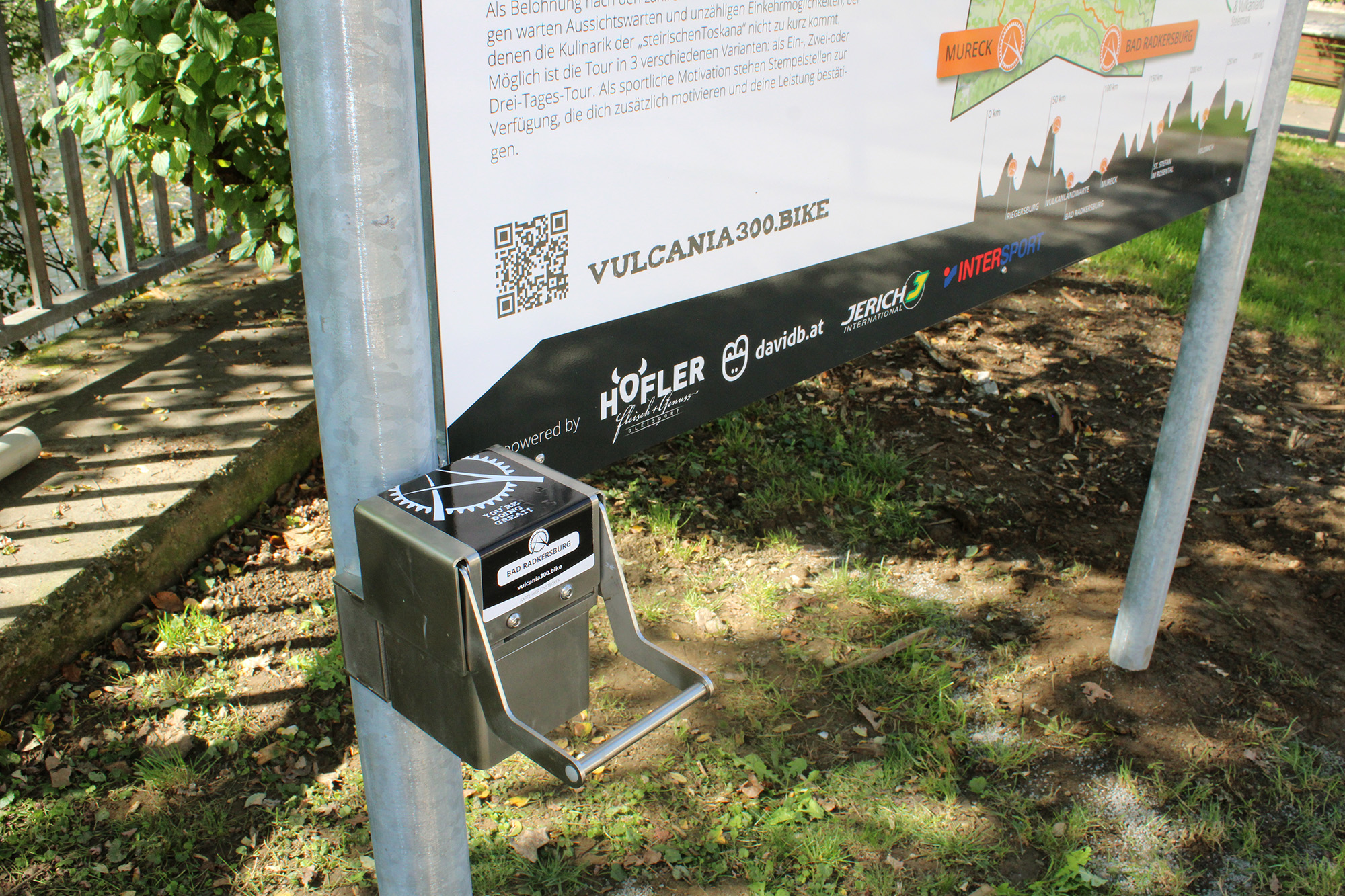
Eine der sechs Vulcania300-Stempelstellen in Bad Radkersburg

Der Vulcania300 ist ein 300 Kilometer langer Radrundweg in der Südoststeiermark. Er führt durch alle 30 Gemeinden des steirischen Vulkanlands. Der Radrundweg führt zu 100 % auf Asphalt und ist für Rennräder geeignet. Der Radweg ist nicht beschildert, er ist nur mit GPX-Tracks befahrbahr.

## Ablauf
Der Vulcania300 ist als Raderlebnis konzipiert. Auf der Strecke gibt es sechs Stempelstellen, bei denen man die Startkarte abstempeln kann. Hat man alle Stempelstellen passiert, kann man sich auf der Webseite als offizieller Finisher ausweisen lassen.

## Sehenswertes entlang der Strecke
- Riegersburg
- Zotter Schokolade
- Vulkanlandwarte
- Himmelsberg Straden
- Schiffsmühle Mureck
- Schloss Kapfenstein

## Anbindung an den Öffentlichen Verkehr
Öffentliche Anbindungen an den Vulcania300 sind in Feldbach, Fürstenfeld, Bad Radkersburg und Mureck möglich.